# Americas Quarterly
Americas Quarterly (AQ) es una revista estadounidense dedicada a la política, los negocios y la cultura de América en general fundada en 2007.

## Distribución
Además de su distribución habital en los Estados Unidos como revista, AQ tiene una relación comercial establecida con NTN24, un canal de noticias con sede en Colombia y con alrededor de tres millones de espectadores. En este medio suelen transmitirse notas de la revista, al igual que en el programa Efecto Naím, presentado por el periodista venezolano Moisés Naím.

### Índice de inclusión social
El índice de inclusión social anual de AQ, publicado entre 2012 y 2016, se encargaba de evaluar a 17 países en 21 variables, entre ellas el acceso a los bienes públicos y privados, las actitudes populares hacia el empoderamiento y la capacidad de respuesta de los gobiernos, la protección de los derechos civiles, políticos y humanos básicos y los derechos de los discapacitados, y el acceso a la justicia. El índice hizo un seguimiento de la inclusión social dentro de los países y entre ellos a largo plazo, abordando las múltiples dimensiones de esta temática.

## El Índice de Capacidad para Combatir la Corrupción (CCC)
En 2019, Americas Society/Council of the Americas (AS/COA) y Control Risks, la empresa de consultoría especializada en riesgos globales, presentan la publicación del Índice de Capacidad para Combatir la Corrupción (CCC), una herramienta analítica basada en datos para evaluar la capacidad de los países latinoamericanos para descubrir, castigar y detener la corrupción.
"El Índice muestra en detalle cómo la ola anticorrupción que estaba avanzando en América Latina hace unos años ha perdido fuerza y, en algunos lugares, está retrocediendo peligrosamente. Lo que es aún más preocupante: esto está sucediendo mientras el COVID-19 está aumentando el riesgo de corrupción en toda la región", dijo Roberto Simon, director senior de políticas públicas de AS/COA.
El Índice CCC analiza 14 variables claves, incluyendo la independencia de las instituciones judiciales, la fuerza del periodismo de investigación y el nivel de recursos disponibles para combatir los delitos de cuello blanco. El Índice se basa en datos extensos y en una encuesta patentada realizada entre los principales expertos anticorrupción de Control Risks, la academia, la sociedad civil, los medios y el sector privado.

## Equipo editorial
- Mauricio Cárdenas Santamaría
- Fernando Henrique Cardoso
- Javier Corrales
- Monica de Bolle
- Ricardo Lagos
- Richard Lapper
- Stephanie Leutert
- Eduardo Levy Yeyati
- Valeria Moy
- Moisés Naím
- Patricio Navia
- Gray Newman
- Shannon O'Neil
- Isabel Saint Malo
- Thomas Shannon
- Ilona Szabó
- Eugene Zapata-Garesché
- Ernesto Zedillo

Fuente:

## Columnistas y expertos invitados
- Joe Biden
- Brendan O’Boyle
- Brian Winter
- Geovanny Vicente Romero
- Stephen McFarland
- Vanessa Rubio Marquez